# Дербендли, Зарнигяр
Зарнигяр Дербендли (азерб. Zərnigar Dərbəndli; вторая половина XVIII века, Дербент, Российская империя — 1840 год, село Абдалгюлаблы, Карабахское ханство, Российская империя) — азербайджанская женщина-ашуг. Одна из видных представителей женской ашугской школы Азербайджана XVIII — XIX веков.

## Биография
Жившая во второй половине XVIII — первой половине XIX века азербайджанская женщина — ашуг Зарнигяр Дербендли была дочкой правителя Дербента. Получившая прекрасное образование Зарнигяр обладала глубоким умом и являлась прогрессивной просвещённой женщиной. Она была обучена верховой езде, фехтованию, писала стихи и проводила творческие вечера.
По одной из легенд, дочь правителя Дербента была суровых нравов и сажала в темницу тех ашугов, которым она проигрывала в мастерстве во время творческих ашугских состязаний. Однажды, проиграв ашугу Логману из Худата, она захотела выйти за него замуж, но этому желанию не суждено было сбыться. Позже, в 17** году, она всё же вышла замуж за ашуга Валеха, которому также уступила в мастерстве, и переехала вместе с ним жить в Карабах.
Ашуг Зарнигяр Дербентли скончалась в селе Абдалгюлаблы в 1840 году и была похоронена на древнем кладбище рядом со своим мужем — Ашугом Валехом, который был похоронен здесь в 1822 году. На её надгробном камне выгравирован следующий стих:
«Я — верности честный обет,
Я — преданность верной влюблённой.
Моя родина — Дербент, мой супруг — Валех,
Я — Зярнигяр, о которой слагают легенды.»

## Творчество
До наших дней сохранились ашугские стихи Зарнигяр, которые она писала в стилях гошма, герайлы, теджнис, мухаммас, гошаярпаг, варсагы и др. Творчество ашуга Зарнигяр нашло своё отражение в исследовательской работе азербайджанского ашуговеда Ахмеда Джафароглу — «Азербайджанская литература», опубликованного в 1964 году на немецком языке в германском городе Висбадене.

## Дастан «Валех-Зарнигяр»
Любви ашугов Валеха и Зарнигяр посвящён народный дастан «Валех-Зарнигяр», который является одним из лучших примеров устного народного творчества Азербайджана. Его часто исполняют не только на ашугских вечерах, но и на свадьбах, особенно в сельской местности.